# Andreua Avel·lina Carrera i Teris
Andreua Avel·lina Carrera i Teris (Barcelona, 2 de gener de 1871 - Rubí, 28 de febrer de 1939) fou una soprano operística que actuà en diverses ocasions al Gran Teatre del Liceu i tingué una gran projecció internacional, actuant també a diversos escenaris europeus.

## Biografia
Andreua Carrera fou filla de Joan Carreras i de Lluïsa Teris. Andreua cursà els seus estudis de música amb els mestres Puig, Tintorer i Joan Goula. Amb aquest últim va formar-se escènicament. Va començar la seva carrera amb una peculiaritat que la diferencia d'altres cantants: el seu debut al Liceu el 1889 no va ser, com era habitual, amb una òpera italiana, sinó amb Lohengrin, obra que amb el temps es convertiria en la seva millor interpretació.
Després de diverses gires per l'estat espanyol, la carrera d'Andreua Avelina va tenir una projecció internacional. Va actuar en molts teatres d'Itàlia. A Lisboa va estrenar Die Walkyre el 1893. Es va traslladar a Amèrica, a on va cantar La Regina de Saba a Buenos Aires al costat de Caruso, un dels tenors més mediàtics i coneguts de principis del segle xx. Andreua Avel·lina Carrera va cantar també a Mèxic, Cuba, i va estrenar I Medici, de Leoncavallo, a Moscou.
El 1896 el compositor Umberto Giordano la trià personalment, a ella, per estrenar la seva òpera Andrea Chénier a La Scala de Milà. També va estrenar Siegfried a Madrid el 1899, Tannhäuser a Trieste i Falstaff a Lisboa. L'any 1910 fou contractada per cantar a Egipte, Àustria i Portugal, sempre amb gran èxit, i alternava les aparicions internacionals amb les nacionals a Barcelona, València i Madrid. Quan es va retirar de la vida concertística es dedicà a la formació de nous cantants a Barcelona.
La seva veu era dolça i àgil, òptima per obres veristes. El 1908 i 1909 va enregistrar algunes peces per Fonotopia i Odeón.